# Ријези
Ријези (итал. Riesi) је насеље у Италији у округу Калтанисета, региону Сицилија.
Према процени из 2011. у насељу је живело 11503 становника. Насеље се налази на надморској висини од 337 м.

## Становништво
Према резултатима пописа становништва 2011. у општини је живело 11.814 становника.
| 1931.  | 1936.  | 1951.  | 1961.  | 1971.  | 1981.  | 1991.  | 2001.  | 2011.  |
| ------ | ------ | ------ | ------ | ------ | ------ | ------ | ------ | ------ |
| 20.406 | 19.709 | 20.437 | 18.167 | 15.989 | 15.085 | 12.506 | 11.746 | 11.814 |